# Jan Vávra (novinář)
 Jan Vávra (* 29. dubna 1954, Praha) je český herec, moderátor a manažer, někdejší šéfredaktor zpravodajství TV Nova. Na Nově moderoval pořad 7 čili sedm dní. Působil ve funkci ředitele ČNTS. Herectví vystudoval na divadelní fakultě AMU v Praze. Do roku 1990 se živil jako herec, působil v Činoherním klubu, Divadle na Vinohradech, Divadle S. K. Neumanna a hrál ve filmech, například v Kalamitě Věry Chytilové. V současné době[kdy?] je ředitelem televizní produkční společnosti. V roce 2022 byl komentátorem Českého rozhlasu. Dále uvádí např. pořad Křesťanský magazín (od 2023).